# فرانکو فرینی
فرانکو فرینی (ایتالیایی: Franco Ferrini؛ زادهٔ ۵ ژانویه ۱۹۴۴) یک فیلم‌نامه‌نویس اهل ایتالیا است.

## فیلم‌شناسی
- روزی روزگاری در آمریکا
- The Stendhal Syndrome
- Dèmoni
- پدیده
- Two Evil Eyes (The Black Cat segment)
- تروما
- کریکت
- کارنرا: کوه متحرک
- اپرا
- Sleepless
- ورق باز
- زندگی‌های به فنا رفته